# Лялін Василь Костянтинович
Васи́ль Костянти́нович Ля́лін (рос. Лялин Василий Константинович; 9 січня 1920 — 18 липня 1989) — радянський військовий льотчик-розвідник часів німецько-радянської війни, полковник авіації. Герой Радянського Союзу (1944).

## Життєпис
Народився 9 січня 1920 року в селі Дворічна, нині — селище міського типу, районний центр Харківської області, в родині службовця. Українець. У 1938 році закінчив Харківський машинобудівний технікум. Працював техніком-технологом на Харківському тракторному заводі.
До лав РСЧА призваний у 1938 році. У 1940 році закінчив Мелітопольську військову авіаційну школу льотчиків-спостерігачів.
Учасник німецько-радянської війни з серпня 1941 року. Воював на Південно-Західному, Сталінградському, Південному та 4-му Українському фронтах. Літав на літаках Су-2 та Пе-2. Двічі був поранений.
Початок війни лейтенант В. К. Лялін зустрів на посаді льотчика-спостерігача 1-ї ескадрильї 316-го розвідувального авіаційного полку. З 1942 року — начальник зв'язку, а з 1943 року — штурман 1-ї ескадрильї 8-го окремого розвідувального авіаційного полку. Член ВКП(б) з 1943 року. Літав у складі екіпажу під командуванням капітана В. Д. Балашова.
До 25 жовтня 1943 року капітан В. К. Лялін здійснив 171 вдалий бойовий виліт на далеку повітряну розвідку із загальним нальотом 292 години.
Війну закінчив на посаді заступника начальника штабу 8-го орап з розвідки та аерофотослужби. Після закінчення війни продовжив військову службу у ВПС СРСР. У 1952 році закінчив Військово-повітряну академію. У 1961 році полковник В. К. Лялін вийшов у запас.
Мешкав у Одесі. Працював у обласному тресті будівельних матеріалів. Помер 18 липня 1989 року. Похований на Таїровському кладовищі.

## Нагороди
Указом Президії Верховної Ради СРСР від 13 квітня 1944 року «за зразкове виконання бойових завдань командування на фронті боротьби з німецькими загарбниками та виявлені при цьому відвагу і героїзм», капітанові Ляліну Василю Костянтиновичу присвоєне звання Героя Радянського Союзу з врученням ордена Леніна і медалі «Золота Зірка» (№ 3362).
Також нагороджений двома орденами Червоного Прапора (30.08.1942, 13.10.1943), двома орденами Вітчизняної війни 1-го ступеня (02.02.1943, 11.03.1985), двома орденами Червоної Зірки (06.11.1941, …) і медалями.